# Palpomyia longa
Palpomyia longa är en tvåvingeart som beskrevs av Remm 1976. Palpomyia longa ingår i släktet Palpomyia och familjen svidknott. Inga underarter finns listade i Catalogue of Life.